# Hademstorf
Hademstorf is een gemeente in de Duitse deelstaat Nedersaksen. De gemeente maakt deel uit van de Samtgemeinde Ahlden in het Landkreis Heidekreis. Hademstorf telt 876 inwoners.
Het tamelijk onbelangrijke, overwegend van het toerisme levende  dorp ligt in een streek met veel natuurschoon. Zo ligt ten noordoosten van het dorp het 18 hectare grote natuurreservaat Bansee. Ook de Lüneburger Heide bevindt zich niet ver van Hademstorf.
In de 19e eeuw werd in Hademstorf turf gegraven.
Van 1972 tot 2014 had de NAVO bij Hademstorf een geheim militair brandstofdepot met 17.000 m3 opslagcapaciteit.

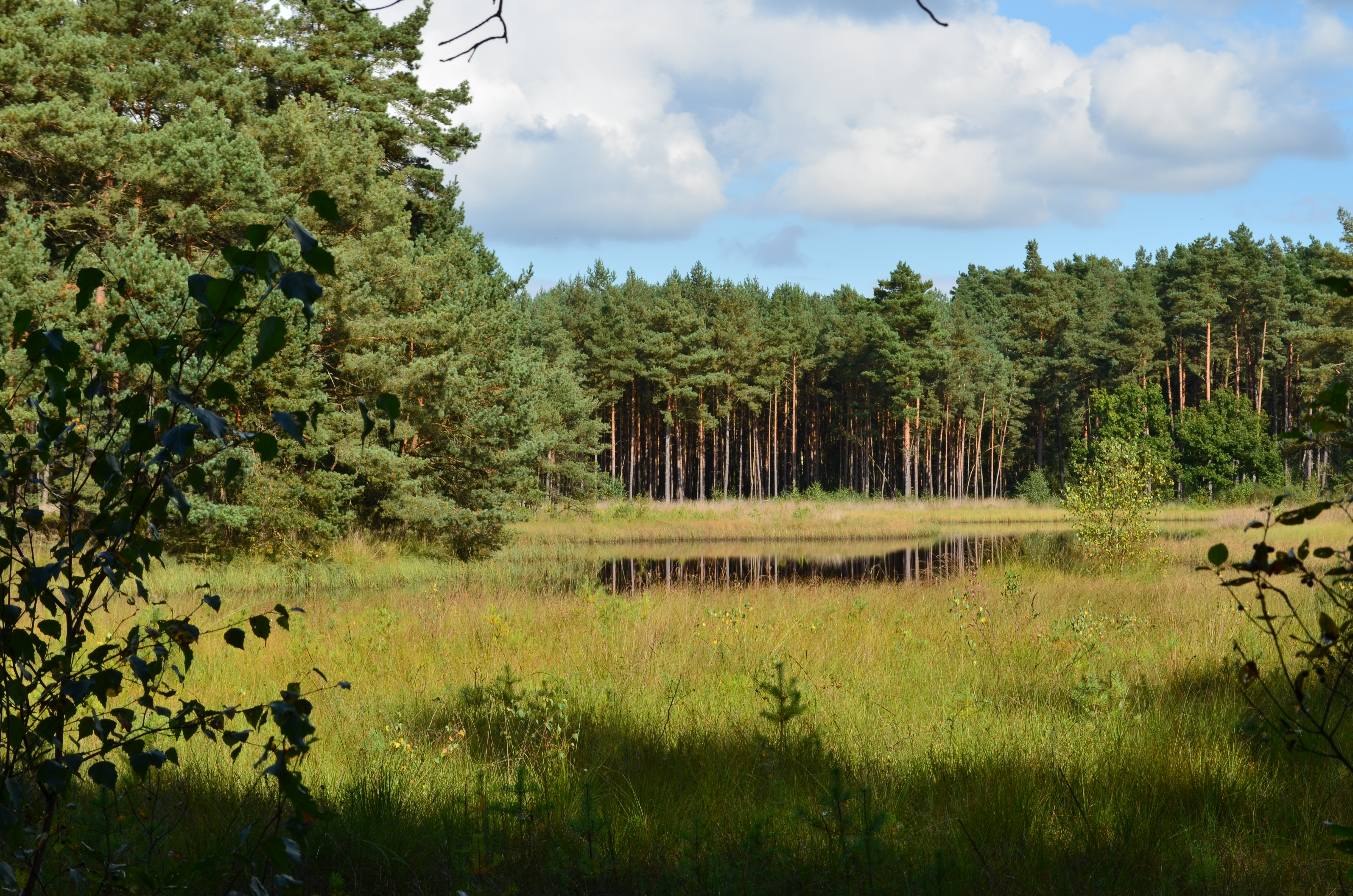
Natuurreservaat Bansee (ven in naaldbos)

- Gemeinsame Normdatei: 16161927-7
- Virtual International Authority File: 172039743

Ahlden · 
Bad Fallingbostel · 
Bispingen · 
Böhme · 
Bomlitz · 
Buchholz · 
Eickeloh · 
Essel · 
Frankenfeld · 
Gilten · 
Grethem · 
Hademstorf · 
Häuslingen · 
Hodenhagen · 
Lindwedel · 
Munster · 
Neuenkirchen · 
Osterheide · 
Rethem (Aller) · 
Schneverdingen · 
Schwarmstedt · 
Soltau · 
Walsrode · 
Wietzendorf